# Jocelyn Gould
Jocelyn Gould (* um 1995) ist eine kanadische Jazzmusikerin (Gitarre, Komposition).

## Leben und Wirken
Gould, die sich als Jugendliche für den Folk von Joni Mitchell und den Blues von B. B. King interessierte, ist Absolventin der University of Manitoba und erwarb ihren Master of Music an der Michigan State University.
Erste Aufnahmen entstanden 2018, als sie als Gastmusikerin bei Diego Riveras Album Connections mitwirkte. In den folgenden Jahren arbeitete sie in Kanada und den USA mit Freddy Cole, Etienne Charles, Michael Dease (Never More Here), Randy Napoleon (Common Tones) und Jon Gordon (Stranger Than Fiction).
2020 legte Gould ihr Debütalbum Elegant Traveler vor, einspielt mit Addison Frei, George DeLancey, Quincy Davis sowie Michael Dease, Anthony Stanco und Brandon Wright als Gästen. Das Album wurde bei den Juno Awards 2021 in der Kategorie Jazzalbum des Jahres – Solo ausgezeichnet. „Goulds flüssiges Spiel fließt mit scheinbar mühelosem Swing, ihre fantasievollen Soli sind voller Momente, die ihre Qualitäten als einfallsreiche Improvisatorin unter Beweis stellen“, schrieb Bruce Crowther im Jazz Journal über ihr zweites Album Golden Hour (2022).
Im Bereich des Jazz war Gould laut Tom Lord zwischen 2018 und 2022 an acht Aufnahmesessions beteiligt, u. a. auch mit Caity Gyorgy und Amanda Tosoff. Zu ihren Vorbildern gehören Wes Montgomery, Kenny Burrell, Grant Green und Joe Pass.

## Diskographische Hinweise
- Elegant Traveler (Posi-Tone, 2020)
- Golden Hour (Jocelyn Gould Music, 2022), mit Jon Gordon, Will Bonness, Rodney Whitaker, Quincy Davis
- Sonic Bouquet (Jocelyn Gould Music, 2023), mit Virginia MacDonald, Will Bonness, Rodney Whitaker, Quincy Davis